# Tall Chazna
Tall Chazna (arab. تل خزنة) – miejscowość w Syrii, w muhafazie Hama. W 2004 roku liczyła 1252 mieszkańców.